# Fonds public d'investissement d'Arabie saoudite
Le Fonds public d'investissement d'Arabie saoudite (Public Investment Fund ou PIF) est le fonds souverain du Royaume d'Arabie saoudite.
En 2025, il est classé 6e plus grand fonds souverain au monde avec près de 925 milliards de dollars d'actifs. Son portefeuille de participations est constitué d’environ 200 investissements 

## Histoire

### Développement du fonds
Le fonds public d'investissement saoudien est créé en 1971 pour faciliter le développement de l’économie nationale saoudienne. Depuis sa mise en place, le PIF tient le rôle de premier organe d’investissement du Royaume d'Arabie saoudite, finançant des projets liés à la raffinerie, aux fertilisants, ainsi qu’à l’industrie pétrochimique et électrique. En juillet 2014, le conseil des ministres saoudiens accorde au PIF le droit d’ouvrir son portefeuille à l’international, lui permettant de prendre des participations au sein d’entreprises et de projets publics nationaux ou internationaux sans accord préalable du conseil.
En mars 2015, la supervision du PIF est transférée du ministère des finances au conseil des affaires économiques et du développement. Le comité de direction du PIF réoriente sa stratégie pour appuyer le développement du plan Vision 2030.
En 2017, alors que près de 90% des investissements du PIF sont effectués au sein de l’Arabie saoudite, le fonds accélère sa diversification sur les marchés étrangers, avec plusieurs investissements réalisés dans la nouvelle économie, les infrastructures, l’aérospatiale, et l’industrie culturelle,. En octobre 2017, le PIF annonce son intention de porter ses actifs de 230 milliards en 2017 à 400 milliards en 2020. Le plan Vision 2030 prévoit, à terme, de porter les actifs du PIF à 2 000 milliards de dollars,.

### Projets récents
En juillet 2015, le PIF acquiert 38 % des parts de la société sud-coréenne POSCO. En juin 2016, le PIF investit 3,5 milliards de dollars dans Uber, soit l’équivalent de 5% des parts de la société. Yasir Al-Rumayyan, le dirigeant du PIF, intègre le conseil d’administration d’Uber. Après avoir signé un mémorandum d’entente en 2016 avec le japonais SoftBank en vue de la création d’un nouveau fonds dédié aux nouvelles technologies, le Vision Fund voit le jour en 2017.
Après une levée de fonds de près de 100 milliards de dollars, le Vision Fund devient le plus grand fonds d’investissement spécialisé dans le domaine des technologies. Le fonds souverain saoudien s’engage à y investir 45 milliards de dollars en cinq ans.
Consécutivement à la visite de Donald Trump en Arabie saoudite en mai 2017, le PIF annonce son intention d’investir 40 milliards de dollars dans divers projets d’infrastructures aux États-Unis auprès de General Electric, Lockheed Martin et Blackstone,. En juillet 2017, le PIF est désigné pour procéder aux investissements de lancement du Red Sea Project qui prévoit de transformer 50 îles saoudiennes en stations balnéaires de luxe. En septembre 2017, le PIF présente son plan d’action pour créer un nouveau fonds d’investissement dédié uniquement au divertissement.
En octobre 2017, le PIF est à l’origine de la création de la Future Investment Initiative, un forum économique international dédié à la présentation des tendances, opportunités et défis futurs pour les investisseurs privés et publics. En novembre 2017, le quartier financier du roi Abdallah, dont la construction a commencé en 2006, passe sous le contrôle du PIF.
En 2018, le PIF a investi un milliard de dollars dans la start-up et futur constructeur automobile Lucid Motors, lui conférant une participation majoritaire,.
En 2021, ils ont acheté des participations dans les sociétés américaines de jeux vidéo tels que Electronic Arts, Take-Two Interactive et Activision Blizzard. En mai 2022, ils ont acheté une participation de 5 % dans la société japonaise de jeux vidéo Nintendo, et le mois suivant, une participation de 8 % dans Embracer Group avec un investissement de 1 milliard de dollars.

#### Newcastle United
Le 7 octobre 2021, le Fonds public d'investissement rachète officiellement Newcastle United, club anglais de football évoluant en Premier League,,. Le prix de cette vente est estimé à environ 300 millions de livres (350 millions d’euros),.

## Projets modernes
Le PIF est derrière plusieurs projets de grande envergure annoncés en Arabie saoudite depuis le début des années 2020.
Parmi ces projets, on peut citer le controversé projet The Line, mais aussi une ville portuaire de forme octogonale nommée Oxagon, une station de ski nommée Trojena et une station balnéaire insulaire appelée Sindalah, ces quatre projets étant développés au sein de Neom. Le PIF est également derrière le projet Roshn, qui vise à construire jusqu'à 400 000 logements, 850 mosquées, 2 400 écoles, mais aussi à planter un million d'arbres. À Riyad, le PIF gère le projet de quartier Murabba (ou New Murabba), au centre duquel sera érigé le Mukaab, un gratte-ciel cubique de 400 mètres de haut.

## Description
Le Fonds public d’investissement d'Arabie saoudite investit au moyen de prêts, d’equity et de garanties dans des projets variés. Les prêts sont effectués sur le moyen ou le long terme, au moyen de capitaux publics. Le PIF investit dans des projets aussi bien institutionnels et gouvernementaux qu’auprès d’acteurs privés, notamment dans les secteurs des télécoms, de l’aérospatiale, des énergies renouvelables et de la sécurité.

## Gouvernance
Le Fonds public d’investissement d'Arabie saoudite est présidé par le prince héritier Mohammed ben Salmane Al Saoud. Yasir Al-Rumayyan assure la direction du fonds. Le comité de direction du Fonds souverain est constitué de :
- Ibrahim Abdulaziz Al-Assaf (ministre d’État, membre du conseil des ministres saoudien)
- Mohammed Altwaijri (ministre de l’économie et de la planification)
- Mohammad Abdul Malek Al Shaikh (ministre d’État, membre du conseil des ministres saoudien)
- Khalid Abdulaziz Al-Falih (ministre de l’énergie, de l’industrie et des ressources minières)
- Mohammad Abdullah Al-Jadaan (ministre des finances)
- Ahmed Aqeel Al-Khateeb (directeur de l’Autorité générale pour le divertissement)